# ICEfaces
ICEfaces es un kit de desarrollo de software de código abierto que extiende JavaServer Faces (JSF) utilizando Ajax. Se utiliza para construir aplicaciones de Internet enriquecidas empleando el lenguaje de programación Java. Con ICEfaces, la programación de la interacción y Ajax en el lado del cliente se realiza en Java, en lugar de JavaScript o complementos.

## Arquitectura
ICEfaces está diseñado para trabajar con servidores Java EE, encapsulando las llamadas Ajax. ICEfaces se basa en el estándar JavaServer Faces y extiende algunos componentes estándar, complementándolos con Ajax incorporado. ICEfaces permite envíos parciales. Además, proporciona «Ajax Push», una variante de la capacidad Comet, que permite actualizar el DOM de una página web desde el lado del servidor.

## Frameworks comparables
- Apache MyFaces.
- Echo (framework).
- ADF Faces.
- PrimeFaces.
- RichFaces.
- Vaadin.
- ZK.